# Mundo Eslavo
Mundo Eslavo es una revista en línea, de libre acceso que publica trabajos científicos originales y de relevancia en el ámbito de los estudios eslavos. Todos los originales enviados a la revista son revisados mediante un sistema de doble ciego por evaluadores externos.
La revista, publicada desde 2002, tiene periodicidad anual y acepta estudios, análisis y artículos de revisión sobre temas relacionados con los estudios eslavos, así como reseñas de libros publicados recientemente. Se aceptan manuscritos en inglés, español o cualquier lengua eslava, que deben ser originales y no haber sido publicados previamente o encontrarse en proceso de revisión en ningún otro lugar.
Mundo Eslavo está indexada en ERIH PLUS, Modern Language Association Database (MLA), LATINDEX (catalogue), Linguistics Abstracts Online, Linguistic Bibliography, DIALNET, DICE, DOAJ, e-Revistas y ULRICH'S.